# L’Étoile (Jura)
L’Étoile, Jura település Franciaországban, Jura megyében. Lakosainak száma 573 fő (2022. január 1.). L’Étoile Quintigny, Montmorot, Le Pin, Plainoiseau, Ruffey-sur-Seille, Saint-Didier, Villeneuve-sous-Pymont és Arlay községekkel határos.

## Népesség
A település népességének változása:
| Lakosok száma | 347  | 469  | 512  | 563  | 566  | 561  | 563  | 565  | 568  | 573  |
|               | 1968 | 1982 | 1990 | 2006 | 2013 | 2015 | 2017 | 2019 | 2020 | 2022 |